# Рерайтинг
Рера́йтинг (англ. rewriting) — обработка исходных текстовых материалов в целях их дальнейшего использования. В отличие от копирайтинга, за основу берётся уже написанный текст, который переписывается своими словами с сохранением смысла.
Специалистов по лексическому изменению оригинальных текстов называют рера́йтерами.
Рерайтинг используется, чтобы избежать обвинений в нарушении авторского права. Услуга востребована в связи с лавинообразным ростом в интернете числа новых сайтов и потребностью в наполнении контентом уже имеющихся. На так называемых биржах уникального контента (биржах рерайтинга), размещаются предложения работодателей фрилансерам, переписывающим тексты.

## Основные приёмы и методы рерайтинга
- Использование синонимов.
- Перевод прямой речи в косвенную (и наоборот).
- Перемещение и выделение абзацев.
- Замена целых фраз и словосочетаний на параллельные конструкции.
- Упрощение текста путём удаления или перемещения отдельных слов и словосочетаний, не несущих смысловую нагрузку, а также любые другие изменения грамматического строя предложений.
- Переписывание по памяти.

Переписанный текст обладает тем же или меньшим объёмом оригинальной статьи при условии сохранения изначального смыслового содержания, но также может содержать отдельно вынесенные комментарии экспертов.
Наиболее продуктивным способом рерайтинга является замена частей речи в комбинации с использованием слов-синонимов.

## Функции рерайтинга
Рерайтинг востребован:
- при передаче сообщений информационных агентств средствами массовой информации,
- при подготовке оригинальных текстов для нужд интернета с целью поддержки новостного блока и поисковой оптимизации (SEO).

Профессиональный рерайтер способен упростить информативную часть сложного текста без потери его ключевого смысла.

## Правовая оценка
Любая переработка произведения для дальнейшего использования результата такой переработки в гражданском обороте, как в целях извлечения прибыли, так и без такой цели, нарушает право автора использованного произведения на неприкосновенность результата его интеллектуальной деятельности.
<…> Использование в творческой деятельности произведений других лиц допускается при условии соблюдения прав авторов оригинальных произведений.
<…> Правила создания производных произведений, требования к соблюдению прав авторов оригинального произведения закреплены в статье 1260 ГК РФ.— Е. Г. Белькова
Ответственность за нарушение интеллектуальных прав установлена Гражданским кодексом Российской Федерации.
Ответственность за нарушение авторских и смежных прав установлена Кодексом Российской Федерации об административных правонарушениях и Уголовным кодексом Российской Федерации.